# Shirley Scott
 (septembre 2023).
La mise en forme du texte ne suit pas les recommandations de Wikipédia : il faut le « wikifier ».
Les points d'amélioration suivants sont les cas les plus fréquents. Le détail des points à revoir est peut-être précisé sur la page de discussion.
- Les titres sont pré-formatés par le logiciel. Ils ne sont ni en capitales, ni en gras.
- Le texte ne doit pas être écrit en capitales (les noms de famille non plus), ni en gras, ni en italique, ni en « petit »…
- Le gras n'est utilisé que pour surligner le titre de l'article dans l'introduction, une seule fois.
- L'italique est rarement utilisé : mots en langue étrangère, titres d'œuvres, noms de bateaux, etc.
- Les citations ne sont pas en italique mais en corps de texte normal. Elles sont entourées par des guillemets français : « et ».
- Les listes à puces sont à éviter, des paragraphes rédigés étant largement préférés. Les tableaux sont à réserver à la présentation de données structurées (résultats, etc.).
- Les appels de note de bas de page (petits chiffres en exposant, introduits par l'outil «  Source ») sont à placer entre la fin de phrase et le point final[comme ça].
- Les liens internes (vers d'autres articles de Wikipédia) sont à choisir avec parcimonie. Créez des liens vers des articles approfondissant le sujet. Les termes génériques sans rapport avec le sujet sont à éviter, ainsi que les répétitions de liens vers un même terme.
- Les liens externes sont à placer uniquement dans une section « Liens externes », à la fin de l'article. Ces liens sont à choisir avec parcimonie suivant les règles définies. Si un lien sert de source à l'article, son insertion dans le texte est à faire par les notes de bas de page.
- La présentation des références doit suivre les conventions bibliographiques. Il est recommandé d'utiliser les modèles {{Ouvrage}}, {{Chapitre}}, {{Article}}, {{Lien web}} et/ou {{Bibliographie}}. Le mode d'édition visuel peut mettre en forme automatiquement les références.
- Insérer une infobox (cadre d'informations à droite) n'est pas obligatoire pour parachever la mise en page.

Pour une aide détaillée, merci de consulter Aide:Wikification.
Si vous pensez que ces points ont été résolus, vous pouvez retirer ce bandeau et améliorer la mise en forme d'un autre article.
Shirley Scott, née le 14 mars 1934 à Philadelphie et morte le 10 mars 2002) dans la même ville, est une musicienne américaine, organiste de hard bop et de soul jazz. Surnommée la « Reine de l’orgue », sa musique est connue pour son mélange d'éléments bebop, blues et gospel. Pianiste et trompettiste, elle est poussée par son admiration pour Jimmy Smith à adopter l'orgue Hammond, bien qu'elle ait continué à jouer du piano. Elle fait partie du groupe des Hi-Tones aux côtés de John Coltrane et Albert Heath puis se fait connaître dans les années 1950 au sein du trio d'Eddie Davis. Mariée avec Stanley Turrentine, elle mène à bien une fructueuse collaboration musicale avec lui (Never Let Me Go, etc.) de 1960 à 1969. Leur groupe comprend entre autres Bob Cranshaw à la basse et les batteurs Otis "Candy" Finch et Grasella Oliphant. Elle dirige ensuite son propre trio dont fait souvent partie le saxophoniste Harold Vick (en). Elle se consacre à une carrière de pédagogue dans les années 1980, tout en continuant à jouer le plus souvent à Philadelphie.

## vie et carrière
Shirley Scott est née à Philadelphie, en Pennsylvanie. Son père exploite un club de jazz dans le sous-sol de la maison familiale et son frère joue du saxophone. À l'âge de huit ans, elle commence les cours de piano. Après s'être inscrite à la Philadelphia High School for Girls, où elle a obtenu une bourse d'études, Shirley Scott passe à la trompette et joue dans l'orchestre de toutes les écoles de la ville.
Elle étudie pour un baccalauréat et une maîtrise à l'Université Cheyney de Pennsylvanie. Elle revient enseigner à l'université plus tard dans sa vie.
En tant qu'interprète dans les années 1950, elle joue de l'orgue Hammond B-3 . Ses enregistrements avec Eddie "Lockjaw" Davis comprennent le hit In the Kitchen. Influencée par le gospel et le blues, elle joue du soul jazz dans les années 1960 avec Stanley Turrentine, qui devient son mari au cours de la même décennie, le couple divorce en 1971.
Bien que les trios d'orgue aient perdu de leur popularité au cours des années 1970, ils refont surface dans les années 1980 et elle enregistre à nouveau. Dans les années 1990, elle enregistre en tant que pianiste dans un trio et se produit dans des salles de Philadelphie.
Shirley Scott obtient un dédommagement de de 8 millions de dollars en 2000 contre American Home Products, le fabricant du médicament amaigrissant Fenfluramine/phentermine. Elle meurt d'une insuffisance cardiaque en 2002,.

## Discographie

### En tant que leader
- 1958 : Great Scott! (Prestige)
- 1958 : Scottie (Prestige)
- 1959 : Scottie Plays the Duke (Prestige)
- 1959 : Soul Searching (Prestige)
- 1958–60 : Shirley's Sounds (Prestige) sort en  1961
- 1958–60 : The Shirley Scott Trio (Moodsville)
- 1960 : Soul Sister (Prestige) avec Lem Winchester; released 1966
- 1960 : Mucho, Mucho (Prestige) avec The Latin Jazz Quintet
- 1960 : Like Cozy (Moodsville) sort en  1962
- 1961: Satin Doll (Prestige)sort en  1963
- 1958–61: Workin' (Prestige) soert en 1967
- 1960–61: Stompin' (Prestige) sort en 1967
- 1961: Hip Soul (Prestige)et  Stanley Turrentine
- 1961: Blue Seven (Prestige) - with Oliver Nelson, Joe Newman;sorti 1966
- 1961: Hip Twist (Prestige) avec Stanley Turrentine
- 1961: Shirley Scott Plays Horace Silver (Prestige)
- 1962: Happy Talk (Prestige) sorti sous le nom de  Sweet Soul en 1965.
- 1963: The Soul Is Willing (Prestige) et Stanley Turrentine
- 1963: Drag 'em Out (Prestige)
- 1963: For Members Only (Impulse!) et Oliver Nelson
- 1963: Soul Shoutin' (Prestige) et Stanley Turrentine
- 1964: Travelin' Light (Prestige) et Kenny Burrell
- 1958–64: Now's the Time (Prestige) sorti en 1967
- 1964: Blue Flames (Prestige) - Stanley Turrentine
- 1964: Great Scott!! (Impulse!) + Oliver Nelson
- 1964: Everybody Loves a Lover (Impulse!)+ Stanley Turrentine
- 1964: Queen of the Organ [live] (Impulse!) + Stanley Turrentine
- 1965: Latin Shadows (Impulse!) + Gary McFarland
- 1966: On a Clear Day (Impulse!)
- 1966: Roll 'Em: Shirley Scott Plays the Big Bands (Impulse!) + Oliver Nelson
- 1966: Soul Duo (Impulse!) + Clark Terry
- 1967: Girl Talk (Impulse!)
- 1968: Soul Song (Atlantic) + Stanley Turrentine
- 1969: Shirley Scott & the Soul Saxes (Atlantic) avec King Curtis, Hank Crawford, David "Fathead" Newman
- 1970: Something (Atlantic)
- 1971: Mystical Lady (Cadet)
- 1972: Lean on Me (Cadet)
- 1973: Superstition (Cadet) avec Richard Evans
- 1974: One for Me[8] (Stata East) avec Harold Vick, Billy Higgins
- 1978: The Great Live Sessions (ABC/Impulse!) [2LP] - with Stanley Turrentine; enregistr. 1964
- 1989: Oasis (Muse Records)
- 1991: Great Scott! (Muse)
- 1991: Blues Everywhere (Candid)
- 1991: Skylark (Candid)
- 1992: A Walkin' Thing (Candid) avec Terell Stafford, Tim Warfield [9]
- 2023: Queen Talk: Live at the Left Bank (Reel to Real); 1972

### Compils LP/CD
- 1969 : Le meilleur de Shirley Scott avec Stanley Turrentine (Prestige PR 7707)
- 1970 : Le meilleur de Shirley Scott avec Stanley Turrentine/Pour de belles personnes (Prestige PR 7773)
- 1993 : Workin' (Prestige) (compilation de Workin' + Stompin' )
- 1994 : Soul Shoutin' (Prestige) (compilation de The Soul Is Willing + Soul Shoutin' )
- 1998 : Legends of Acid Jazz : Shirley Scott (Prestige) (compilation de Hip Soul + Hip Twist )
- 1998 : Stanley Turrentine & Shirley Scott : Priceless Jazz (GRP) (comprend 3 titres de Queen of the Organ de Scott et 5 titres de Let It Go de Turrentine, tous deux initialement sur Impulse ! )
- 1999 : Soul Sister (Prestige) (compilation de Soul Sister + Travelin' Light )
- 2001 : Like Cosy (Prestige) (compilation du Shirley Scott Trio + Like Cosy )
- 2001 : Shirley Scott : Talkin' Verve (Verve) (comprend des morceaux de 9 albums : Impulse ! AS-9051/AS-9067/AS-9073/AS-9093/AS-9115/AS-9119/AS-9133/AS-9141 et cadet CA-50009)
- 2003 : Album commémoratif Shirley Scott (1958-1964) (Prestige)
- 2004 : Trio Classiques, Vol. 1 (Prestige) (compilation de Great Scott! + Les sons de Shirley )

### En tant que sidewoman
Avec Stanley Turrentine
- 1961: Dearly Beloved (Blue Note)
- 1963: Never Let Me Go (Blue Note)
- 1963: A Chip Off the Old Block (Blue Note)
- 1964: Hustlin' (Blue Note)
- 1966: Let It Go (Impulse!)
- 1968: Common Touch (Blue Note)

Avec Mildred Anderson
- 1960: Person to Person (Bluesville)

Avec Eddie "Lockjaw" Davis
- 1956–57: Jazz With A Beat (King)
- 1957: Count Basie Presents Eddie Davis Trio + Joe Newman (Roulette)
- 1958: Eddie Davis Trio Featuring Shirley Scott, Organ (Roulette)
- 1958: The Eddie Davis Trio Featuring Shirley Scott, Organ (Roost)
- 1958: The Eddie "Lockjaw" Davis Cookbook, Vol. 1 (Prestige)
- 1958: Jaws (Prestige)
- 1958: The Eddie "Lockjaw" Davis Cookbook, Vol. 2 (Prestige)
- 1959: Very Saxy (Prestige) - with Buddy Tate, Coleman Hawkins, Arnett Cobb
- 1959: Jaws in Orbit (Prestige)
- 1959: Bacalao (Prestige)
- 1960: Eddie "Lockjaw" Davis with Shirley Scott (Moodsville)
- 1961: The Eddie "Lockjaw" Davis Cookbook Volume 3 (Prestige) - recorded 1958
- 1963: Misty (Moodsville) - recorded 1959–60
- 1964: Smokin' (Prestige) - recorded 1958

Avec Jimmy Forrest
- 1978: Heart of the Forrest (Palo Alto)

Avec Dexter Gordon
- 1982: American Classic (Elektra/Musician)

Avec Al Grey
- 1977: Al Grey Jazz All Stars: Travelers Lounge Live (Travelers)
- 1979: Al Grey/Jimmy Forrest Quintet: Live at Rick's (Aviva)

Avec Joe Newman
- 1958: Soft Swingin' Jazz (Coral)

Avec Jimmy Rushing
- 1967: Every Day I Have the Blues (BluesWay)

Avec Al Smith
- 1959: Hear My Blues (Bluesville)